# Nemapogon quercicolella
Nemapogon quercicolella är en fjärilsart som beskrevs av Philipp Christoph Zeller 1852. Nemapogon quercicolella ingår i släktet Nemapogon och familjen äkta malar.
Artens utbredningsområde är Österrike. Inga underarter finns listade i Catalogue of Life.